# Гетеродонтозаврові
Гетеродонтозаврові (Heterodontosauridae) — родина ранніх птахотазових динозаврів. Характерною ознакою їх є наявність різних типів зубів (від чого й назва Heterodontosauridae — «різнозубі ящірки»): одні схожі на собачі ікла, інші пристосовані для тривалого жування трав, як у ігуанодонів. Через таку зубну бівалентність гетеродонтозаврових вважають рослиноїдними або всеїдними. Таксономічне положення гетеродонтозаврових неясне, різні дослідники вважають їх базальними представниками різних клад: птахотазових, цераподів, орнітоподів, маргіноцефалів.

## Класифікація
|  | NHM RU A100       |
|  |                   |
|  | Heterodontosaurus |
|  |                   |
|  | Lycorhinus        |
|  |                   |

|  | Fruitadens |
|  |            |
|  | Tianyulong |
|  |            |

|  | NHM RU A100       |
|  |                   |
|  | Heterodontosaurus |
|  |                   |
|  | Lycorhinus        |
|  |                   |

|  | Fruitadens |
|  |            |
|  | Tianyulong |
|  |            |

|  | NHM RU A100       |
|  |                   |
|  | Heterodontosaurus |
|  |                   |
|  | Lycorhinus        |
|  |                   |

|  | Fruitadens |
|  |            |
|  | Tianyulong |
|  |            |

|  | NHM RU A100       |
|  |                   |
|  | Heterodontosaurus |
|  |                   |
|  | Lycorhinus        |
|  |                   |

|  | Fruitadens |
|  |            |
|  | Tianyulong |
|  |            |

## Особливості скелета

Порівняльна діаграма черепів родів Heterodontosaurus і Tianyulong («Тянулонгових»)

Серед усіх гетеродонтозаврових лише рід Heterodontosaurus відомий повним скелетом. Вони були заввишки й завдовжки не більше лисиці. Усі гетеродонтозаврові мали дуже великі очі. Під очима вилична кістка виверталася вбік, так особливість також є в цератопсидів. Як і в більшості птахотазових, щелепи мали беззубу передню кромку передщелепної кістки, яка, можливо, підтримувала ороговілий дзьоб (rhamphotheca), хоча гетеродонтозаврові й мали зуби в задньому відділі передщелепної кістки. Великий розрив (діастема) відділяв ці передщелепні зуби від тих, що були у верхній щелепі. Для багатьох птахотазових це було характерним, але арочні діастеми спостерігали тільки у гетеродонтозаврових. Кутні зуби утворювали суцільну поверхню, що було дуже зручно для жування. На відміну від родини Hadrosauridae, які мали сотні постійно замінюючих один одного зубів, заміна їх у гетеродонтозаврових відбувалося набагато повільніше, кілька щелеп було знайдено без єдиного замінного зуба в очікуванні.
Верхні кінцівки були досить протяжними як для птахотазових, складаючи до 70 % довжини задніх кінцівок. Добре розвинений дельтовідно-пекторальной гребінь, якій існує для прикріплення грудних і плечових м'язів, плечова кістка, ліктьовий відросток, де прикріплюються м'язи, які тягнуть передпліччя, ліктьова кістка показують, що передня кінцівка була сильно розвинена. Перший палець кінцівки був великий, з великими можливостями обертання навколо своєї осі, що зумовило його назву — «твіст-палець». Другий палець кінцівки був найдовший, трохи більший, ніж третій. На цих двох пальцях були кігті, тоді як четвертий і п'ятий були дуже малі, кігтів не мали. На задній кінцівці велика гомілкова кістка була на 30 % більше, ніж стегнова, що, як правило, свідчить про адаптацію для швидкісного переміщення тварини. Гомілка і малоберцова кістка зливалися з таранною і п'ятковою кістками щиколотки, утворюючи так звану структуру tibiofibiotarsus, що показує конвергентне еволюційне пристосування подібно до того, як це є у сучасних птахів. Також аналогічно птахам, нижні передплюснові та плюснові кістки були злиті, щоб сформувати tarsometatarsus. На задніх кінцівках були чотири пальці, тільки другий, третій і четвертий мали контакт із землею. Хвіст, на відміну від багатьох інших птахотазових, не мав окостенілих сухожиль для підтримки жорсткої постави, тому вона була імовірно гнучкою.

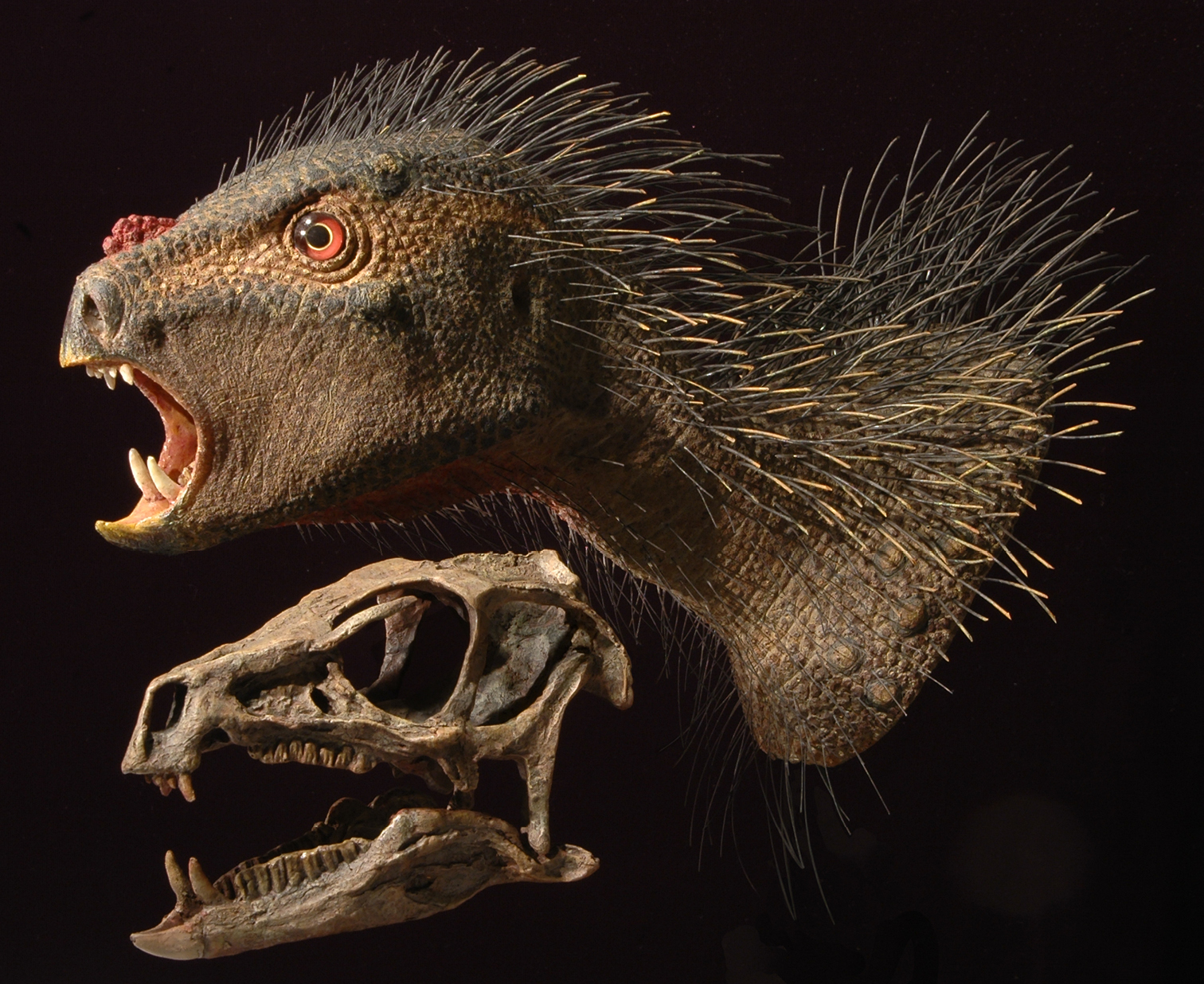
Череп та передбачуваний вигляд Heterodontosaurus.

## Шкірний покрив
Є припущення, що гетеродонтозаврові мали покривні структури, подібні до пір'я, які були названі протопір'я. Зокрема, тянулонгові, знайдені в Китаї, зберегли нитчасті покриви, які були інтерпретовані, як протопір'я, що до того були знайдені в деяких тероподів. Ці нитки створюють гребінь, подібний до опахала пташиного пір'я, який причіплений уздовж стрижня. Наявність цього нитчастого покриву призвела до припущення, що завдяки протопір'ю ці динозаври були ендотермічними організмами.

## Географічне поширення і тривалість існування родини
Відомі викопні рештки та скам'янілості з Африки, Північної та Південної Америки, Європи та Азії. Таке поширення пояснюється тим, що на час виникнення родини Гетеродонтозаврові ще існував суперконтинент Пангея, якій надалі розділився на окремі континенти. Найдавніші рештки часів пізнього тріасового періоду були знайдені в Аргентині. Найбільше знахідок відомо з півдня Африки, вони належать до часів раннього крейдяного періоду. Таким чином представники родини Гетеродонтозаврові жили в межах 215—133 млн років тому.

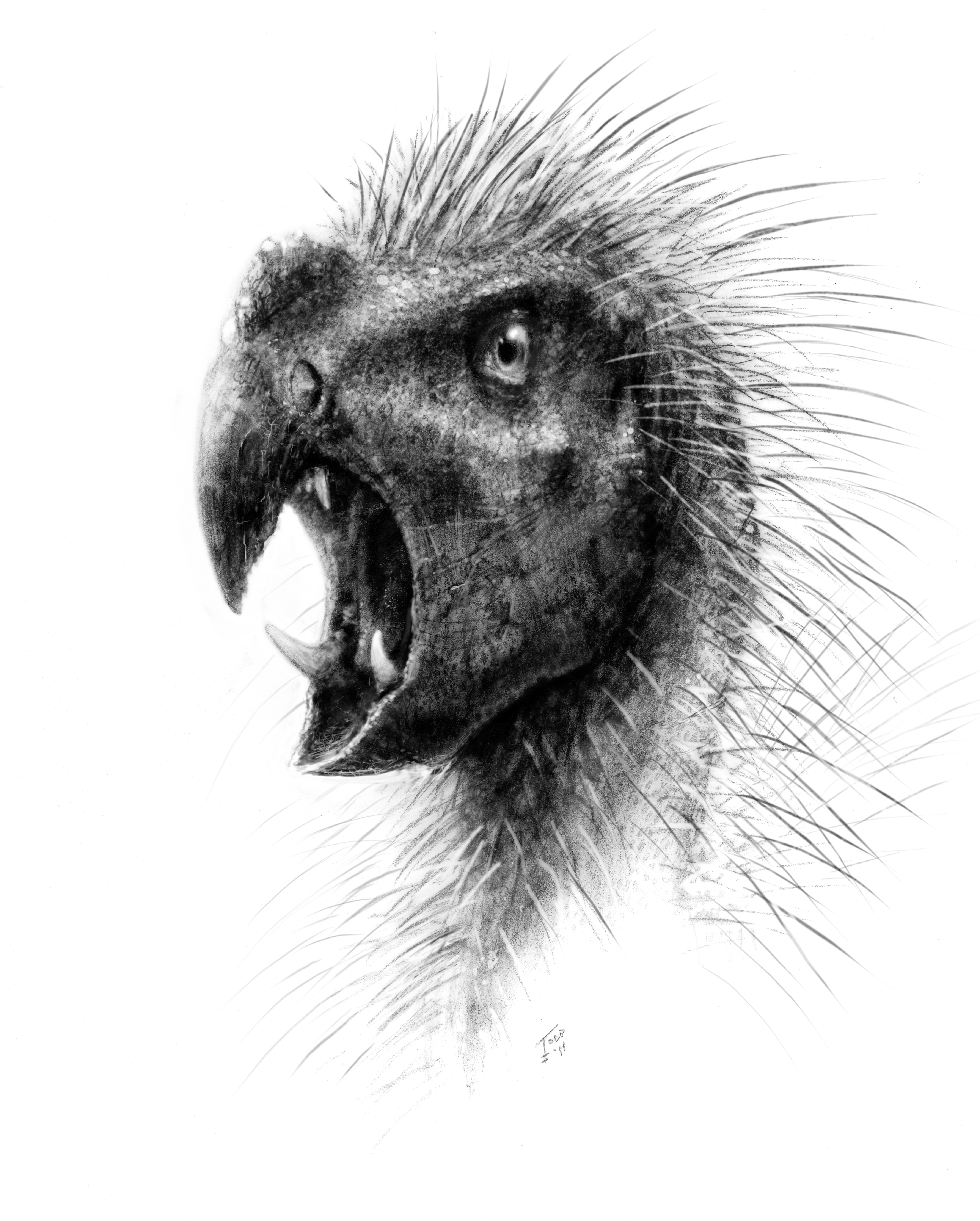
Реконструкція голови представника родини Гетеродонтозаврові — Pegomastax.

## Палеобіологічні особливості
Точиться дискусія, чи були Гетеродонтозаврові такими динозаврами, що впадали в сплячку під час посушливого періоду року, адже їх рештки були знайдені у геологічних формаціях, характерних для сухого клімату. На сьогодні відсутні як беззаперечні докази цього, так і такі знахідки, які б спростовували цю думку. А от первинні припущення про те, що за період можливої сплячки в цих тварин відбувалася повна заміна зубів, були відкинуті після подальших знахідок щелеп представників родини Гетеродонтозаврові.
Є чіткі докази того, що кутні зуби пристосовані для подрібнення жорсткого рослинного матеріалу, але є припущення, що їх раціон міг містити різні компоненти, тобто був характерним для всеїдності. Загострені передщелепні зуби та гострі вигнуті пазурі на передніх кінцівках не виключають деяку можливість і хижацької поведінки. Було висловлено припущення, що довгі, міцні передні кінцівки цих динозаврів могли бути пристосовані для розривання гнізд комах, як це є у сучасних комахоїдних тварин. Також не виключають того, що ці передні кінцівки імовірно функціонували як інструменти для викопування коренеплодів і бульби.
Хоча довжина передніх кінцівок у порівнянні із задніми не виключає можливості чотириногості цих динозаврів, але є більше доказів на користь того, що все ж таки вони були двоногими з ведучими задніми кінцівками й високою стартовою швидкістю. Імовірно, вони використовували чотириногу стійку лише для годування.
Ті ікла, що були знайдені у представників родини Гетеродонтозаврові, дуже нагадують такі, що існують у сучасних кабарги, пекарі та свиней. Ці ікла, мабуть, ці динозаври використовували для боротьби або поведінкової загрозливої демонстрації тваринам того ж виду або інших видів. Немає доказів того, що ікла мали лише самці, як це є на сьогодні у більшості сучасних тварин, що мають такі ікла або бивні. Цілком можливо, що ці ікла представникам родини Гетеродонтозаврові слугували під час живлення всеїдною їжею.